# Hole (gruppo musicale)
Gli Hole sono stati un gruppo alternative rock fondato nel 1989 dalla leader Courtney Love accomunato sia al movimento grunge che a quello Riot grrrl, e considerato tra i maggiori esponenti del rock al femminile di tutti i tempi. Dopo una prima pausa tra il 2002 e il 2009, il gruppo si è sciolto nel 2012. Occasionalmente sono stati coinvolti nella scrittura e registrazione degli album Kurt Cobain (in Live Through This) e Billy Corgan (in Celebrity Skin), rispettivamente il fidanzato e poi marito della Love e il suo ex-fidanzato.

## Storia del gruppo

### Primi anni ePretty on the Inside(1989-1993)
Dopo un certo numero di pubblicazioni con l'etichetta Sympathy for the Record Industry, gli Hole pubblicarono il primo album con la Caroline Records, intitolato Pretty on the Inside, che ricevette ottime recensioni da parte della critica underground. Dopo il successo di Pretty on the Inside, gli Hole firmarono con la Geffen Records un contratto per la pubblicazione di otto album. Gli Hole iniziarono la registrazione del loro album di debutto con la Geffen nel 1993, più o meno nel periodo in cui i Nirvana stavano registrando il loro quarto e ultimo album, In Utero.
L'album che ne scaturì, Live Through This, include i singoli Doll Parts, Violet e Miss World. Alcune delle tracce scartate dall'album vennero poi incluse in My Body, the Hand Grenade: si tratta di 20 Years in the Dakota e la famosa Old Age, oggetto di controversia circa il vero autore; dopo molte vicende si venne a sapere che la canzone era stata scritta da Cobain nel 1990 o 1991 per l'album Nevermind, e i testi successivamente riscritti da Courtney Love.
Una rara sessione di registrazione di Live Through This venne ritrovata nel 2001, in cui Cobain compariva nei cori di fondo di Asking for It. Dopo un attento ascolto fu appurato che Cobain era effettivamente nei cori, anche se mixati ad un volume molto basso. Dato che molti fan pensavano che un duetto Love/Cobain non esistesse, questa scoperta fu per certi versi sconvolgente per alcuni fan dei Nirvana.

### Live Through This(1994-1996)
Live Through This fu pubblicato nel 1994, poco dopo la morte di Kurt Cobain, marito di Courtney Love. Live Through This è stato spesso considerato un classico contemporaneo del rock alternativo, il capolavoro degli Hole, considerato da Billboard e da Rolling Stone il miglior album del 1994. È stato incluso nella lista dei "500 migliori album di tutti i tempi" e nel 2019 si è aggiudicato il 4º posto tra i "50 Migliori Album Grunge" sempre di Rolling Stone.
Subito prima dell'uscita dell'album l'ultima canzone, Rock Star, fu rimpiazzata da una canzone precedentemente scartata, Olympia. Si pensò che il motivo fosse a causa del testo, che recita "So much fun to be Nirvana / how would you like to be Nirvana? / I'd rather die" (Così bello essere un Nirvana / quanto vorresti essere un Nirvana? / Preferirei morire); questo poteva apparire indelicato all'indomani della morte di Cobain. In realtà fu rivelato più tardi che la band e la Geffen avevano già ritenuto da tempo quella canzone non idonea per essere inclusa nell'album di debutto con la major, dato che aveva delle caratteristiche "non artistiche", che poco avevano a che fare con il resto dell'album. Nonostante la decisione di rimuovere Rock Star, la copertina e i vari inserti dell'album erano già stati stampati, perciò Olympia si chiama Rock Star sulla copertina.
Non è emerso alcun demo registrato per un terzo album abbandonato degli Hole. Delle interviste a Eric Erlandson hanno confermato l'autenticità di questa sessione. L'unica canzone uscita da queste sessioni è una versione preliminare di Awful. Apparentemente Courtney non era soddisfatta della qualità delle canzoni: pare che avessero un suono troppo simile a quelle di Live Through This. Inoltre Erlandson negò la storia secondo cui l'album fosse già completo, ma i master vennero rubati a bordo di un aereo. Inoltre Billy Corgan non fu coinvolto in queste sessioni.

### My Body, the Hand Grenade(1997)
Tre anni dopo la pubblicazione e il successo di Live Through This, gli Hole pubblicarono un album di B-side e pezzi tagliati intitolato My Body, the Hand Grenade. Sulla copertina frontale dell'album c'è una foto di un vestito da bambola di Courtney Love nella teca di un museo - a significare che il look tipo Kinderwhore che lei e Kat Bjelland avevano precedentemente era morto e sepolto. Con molte canzoni inedite, provenienti dalle sessioni di Live Through This, demo e altre registrazioni come la performance degli Hole a MTV Unplugged avvenuta il giorno di San Valentino del 1995, l'album rappresenta una gemma per i fan degli Hole.
Una canzone inclusa è quella riciclata dai Nirvana, Old Age. Sono state scoperte molte versioni di questa canzone, con testi sempre diversi. Una versione molto apprezzata dai collezionisti è la "Binge and Purge" boombox demo con testi tipo What a Waste of Sperm and Egg e You Can Always Go Back to Rehab. Un'altra canzone di questa collezione è 20 Years in Dakota, che racconta la lotta di una vita di Yōko Ono in quanto moglie di John Lennon. Si pensa che il titolo della canzone parli del complesso di appartamenti davanti al quale fu assassinato Lennon. Courtney Love è stata spesso paragonata a Yoko Ono, perché è comunemente ritenuto che come Yoko fece allontanare Lennon dai Beatles, così Courtney fece allontanare Cobain dai Nirvana. Una delle ultime canzoni dell'album è un demo di Miss World in cui Kurt Cobain suona il basso. Questa collezione è una rarità tra i fan degli Hole perché non è stata stampata per molto tempo.

### Celebrity Skine la rottura (1998-2002)
Il terzo album degli Hole ha un sound completamente nuovo per la band. Ha un suono più pop, e fu accompagnato da grande successo, spinto da hit singles e forti vendite. Molti testi parlano del risentimento della Love per la morte del marito. Northern Star, Playing Your Song e Malibu sono ritenute canzoni su Kurt Cobain. In particolare Northern Star parla del fantasma di Cobain, con la storia che durante un concerto un fan mostrava una maglietta con la faccia di Kurt Cobain e la Love si mette a piangere. Malibu parla della fase finale di disintossicazione di Cobain, che ebbe luogo a Malibù, e di come questi fuggì a Seattle, per poi essere trovato morto solo qualche giorno dopo. Playing Your Song si riferisce alla lettura della lettera di suicidio di Cobain, da parte di Courtney, dopo la morte del marito. Eric Erlandson più tardi rivelò, attraverso messaggi sul forum di Kittyradio.com, che non era molto contento del coinvolgimento di Billy Corgan nelle registrazioni del disco. Tutti i riff di chitarra sono stati scritti da Erlandson, mentre i testi dalla Love e Corgan ha contribuito a scrivere cinque brani e ha anche suonato il basso in Petals. Il primo singolo fu Celebrity Skin, sui sentimenti che la Love provava ad essere una figura di dominio pubblico. Tre singoli e tre video: Celebrity Skin, Malibu e Awful, il cui video è composto di spezzoni live. I membri della band sono cambiati frequentemente negli anni; la formazione del tour promozionale dell'ultimo album Celebrity Skin era composta da Love (voce e chitarra), Melissa Auf der Maur (basso e cori), Eric Erlandson (chitarra), Samantha Maloney (batteria).
Gli Hole si sono sciolti ufficialmente per opera della Love nel 2002, tramite un messaggio postato sul sito della band. Dopo lo scioglimento, i quattro componenti del gruppo hanno intrapreso diversi progetti. La Auf der Maur si è unita agli Smashing Pumpkins, più tardi ha inciso due album da solista (Auf der Maur nel 2004 e Out of Our Minds nel marzo del 2010), inoltre ha collaborato ad innumerevoli progetti di altri artisti; Erlandson continuò a lavorare come musicista; Maloney è andata in tour con Mötley Crüe, Scarling, e gli Eagles of Death Metal; la Love iniziò una carriera da solista, pubblicando America's Sweetheart nel 2004. Benché molti degli ex membri del gruppo non siano in buoni rapporti, hanno spesso discusso l'idea di pubblicazioni future.

### Il breve ritorno conNobody's Daughter(2010-2019)
Il 27 aprile 2010 è uscito Nobody's Daughter, anticipato dal singolo Skinny Little Bitch. Si tratta del primo album realizzato con il nome Hole dai tempi di Celebrity Skin. Tuttavia l'unica cosa che accomuna i due dischi è lo stesso produttore, Michael Beinhorn, poiché questa pubblicazione ha scatenato diverse polemiche tra la Love e il cofondatore della band Eric Erlandson: Nobody's Daughter non è altro che il secondo album solista della cantante pubblicato però col nome della band storica. La Love è accompagnata da una formazione di turnisti. L'unica figura tra questi musicisti che partecipa alla scrittura del disco è il chitarrista Micko Larkin ingaggiato da Courtney Love già nel 2007 per i suoi live da solista dopo il periodo di riabilitazione.
Dopo la pubblicazione di Nobody's Daughter seguito da un tour mondiale che ha toccato anche l'Italia (Milano, Padova e Roma), Courtney Love ha ammesso di aver commesso un errore nel decidere di pubblicare questo album utilizzando il marchio Hole senza il consenso legale di Eric Erlandson.
Solo due volte la formazione classica del gruppo si è riunita veramente: in occasione della proiezione del documentario "Hit So Hard" e durante un breve set live suonando due brani (Miss World e la cover di Over the Edge dei Wipers).
Alla fine del 2013 la cantante ha annunciato a sorpresa che il gruppo si è riunito di nuovo lanciando la speranza verso un ipotetico seguito ufficiale di Celebrity Skin e postando una foto che dimostra la riconciliazione avvenuta con Erlandson. Purtroppo tutto svanirà nel nulla e Courtney Love dal 2014 ha deciso di tornare a pubblicare canzoni come solista.
Eric Erlandson ha espresso il desiderio di metter su un box set, simile a With the Lights Out dei Nirvana, di inediti e demo degli Hole risalenti in particolare ai primi anni della band. Anche Melissa ha dichiarato che le ragioni del suo rifiuto ad un eventuale reunion sono da ricercarsi nel fatto che, mentre la Love voleva scrivere nuovi brani e fare un tour, lei preferiva invece realizzare una retrospettiva con i primi tre album, brani live, demo e video e tenere un paio di concerti.
Nel maggio del 2018 Courtney Love ha annunciato che sarà presente al concerto dei Rockin1000 "That's Live 2018" a Firenze il 21 luglio. Fabio Zaffagnini ideatore dei Rockin1000 ha dichiarato a Radio Deejay di essere stato contattato dall'entourage della cantante che ha espresso il desiderio di esserci e cantare con i millini. Nella setlist dell'evento compaiono Malibu, Celebrity Skin e Olympia.
Ad aprile 2019 Melissa Auf der Maur, finora contraria all'idea, ha annunciato in un'intervista che potrebbe esserci davvero una reunion, visto che l'anno precedente c'è stato il ventesimo anniversario della pubblicazione di Celebrity Skin e nell'anno in corso il venticinquesimo di Live Through This.

## Discografia

### Album in studio
- 1991 – Pretty on the Inside
- 1994 – Live Through This
- 1998 – Celebrity Skin
- 2010 – Nobody's Daughter

### Raccolte
- 1997 – My Body, the Hand Grenade

### EP
- 1995 – Ask for It
- 1997 – The First Session
- 1999 – Awful

### Singoli
- 1991 – Dicknail
- 1991 – Retard Girl
- 1991 – Teenage Whore
- 1993 – Beautiful Son
- 1994 – Miss World
- 1994 – Doll Parts
- 1995 – Violet
- 1995 – Softer, Softest
- 1996 – Gold Dust Woman
- 1998 – Celebrity Skin
- 1998 – Malibu
- 1999 – Awful
- 2000 – Be a Man
- 2010 – Skinny Little Bitch
- 2010 – Pacific Coast Highway
- 2010 – Letter to God

## Formazione

### Ultima
- Courtney Love – voce e chitarra (1989-2002, 2009-2012)
- Micko Larkin - chitarra (2009-2012)
- Shawn Dailey - basso (2009-2012)
- Stuart Fisher - batteria (2009-2012)

### Ex componenti
- Eric Erlandson - chitarra (1989-2002)
- Melissa Auf der Maur - basso, cori (1994-1999)
- Samantha Maloney - batteria (1998-2000)
- Patty Schemel – batteria (1993-1998)
- Errol Stewart – chitarra (1989-1990)
- Lisa Roberts – basso (1989-1990)
- Jill Emery – basso (1991-1992)
- Leslie Hardy – basso (1992)
- Kristen Pfaff – basso, cori (1993-1994)[9][10]
- Caroline Rue – batteria (1989-1992)